# Landesausschuss (Österreich)
Als Landesausschuss bezeichnete man im Kaisertum Österreich und in der westlichen Reichshälfte Österreich-Ungarns  ständige Organe der Landtage mit Exekutivbefugnissen, Vorläufer der seit 1920 bestehenden österreichischen Landesregierungen. Den Vorsitz hatte der jeweilige vom Kaiser berufene Landtagsvorsitzende (Titel: Landeshauptmann; in Böhmen, Niederösterreich und Galizien: Landmarschall). Den Landesausschüssen standen die k.k. Landeschefs (mit dem Titel Statthalter bzw. Landespräsident) als Vertreter des Kaisers und der k.k. Regierung in Wien gegenüber.

## Monarchie

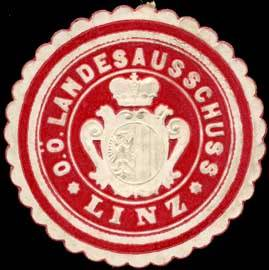
Siegelmarke Oberösterreicher Landesausschuss

In den Landesordnungen der Länder der Donaumonarchie spiegelte sich von jeher der lang unentschiedene und erst im Absolutismus beendete Machtkampf zwischen dem Landesfürsten und den Landständen (im Wesentlichen den Vertretern des im Land bodenständigen Adels und des hohen Klerus) wider. Die Landstände konnten zumeist bestimmte autonome Kompetenzen bewahren; insbesondere konnten ohne ihre Mitwirkung keine Landessteuern erhoben werden.
Im 1804 gegründeten Kaisertum Österreich blieb diese Situation vorerst unverändert. In der oktroyierten kurzlebigen Verfassung von 1849 war der Landesausschuss ein Organ des Landtages. Die Mitglieder des Landesausschusses wurden aus den Reihen der (nicht demokratisch gewählten) Abgeordneten des Landtages gewählt. 
Durch das Oktoberdiplom und vor allem durch das Februarpatent, dem für jedes Kronland eine Landesordnung genannte Landesverfassung angeschlossen war, kam es 1860 / 1861 im Zuge der Demokratisierung und Konstitutionalisierung der Habsburgermonarchie zur Etablierung autonomer Landesverwaltungen modernen Stils. Den Kronländern wurden Rechte übertragen und in Form der Landtage gesetzgebende Körperschaften zugestanden. In Gesetzgebung und Verwaltung waren deren Kompetenzen bescheiden, angesiedelt im Bereich der Landwirtschaft, der öffentlichen Bauten und der Sozialfürsorge, soweit sie aus Landesmitteln bestritten wurden.
Durch den Ausgleich mit dem in passiver Resistenz verharrenden Ungarn schied dieses 1867 mit seinen Nebenländern aus dieser Verfassungsordnung aus und wurde als eigener Staat wiederhergestellt. (Der ungarische Landtag wurde hierauf wieder als Reichstag bezeichnet.)
Exekutiv- und Verwaltungsorgan des Landtages war der Landesausschuss, ein kollegial organisiertes Landesorgan. Zum Aufgabenbereich der Landesausschüsse gehörte die Vorbereitung der Landtagsbeschlüsse im autonomen Kompetenzbereich, die Verwaltung des Landesvermögens, der Landesfonds und der Landesstiftungen sowie die Ausübung der vom Staat dem Land übertragenen Verwaltungsagenden. Weiters hatte der Landesausschuss die Aufsicht über die Gemeinden in deren eigenem (autonomen) Wirkungsbereich.
In den Medien der Monarchie wurde auch das einzelne Mitglied des Landesausschusses als „der Landesausschuss“ betitelt.
An der Spitze jedes Kronlands stand der vom Kaiser ernannte Landeschef (Titel: Statthalter oder Landespräsident) und die von ihm geleitete Behörde namens Statthalterei oder Landesregierung. Ihm unterstanden die Bezirkshauptmannschaften. Er kontrollierte den Landesausschuss und hatte wesentlichen Einfluss darauf, ob vom Landtag beschlossene Gesetze die Zustimmung des Kaisers erhielten.

## Republik Österreich
Diese Doppelstruktur wurde bei der Gründung der Ersten Republik 1918 beseitigt: Mit dem Gesetz vom 14. November 1918 betreffend die Übernahme der Staatsgewalt in den Ländern wurden am 20. November Statthalter und bisherige Landtage sowie Landesausschüsse abgeschafft und provisorische Landesversammlungen sowie Landesregierungen mit einem Landeshauptmann als Vorsitzendem eingesetzt. Die Landesregierungen waren dem deutschösterreichischen Staatsrat weisungsgebunden. 
Mit der Bundesverfassung von 1920 wurde die Landesregierung zur Leitung der Politik in allen Landeskompetenzen berufen. Sie wird vom Landtag gewählt. Die Mitglieder der Landesregierungen werden als Landesräte bezeichnet (in Vorarlberg wird der Stellvertreter des Landeshauptmanns als Landesstatthalter bezeichnet). Ihre Funktionen werden in der jeweiligen Landesverfassung definiert.
Mit der Bundesverfassung wurde der Landeshauptmann neben seinen autonomen Landesfunktionen auch zum Vertreter des Bundes, des Gesamtstaats, im Land berufen. (Er wird infolgedessen nach seiner Wahl vom Bundespräsidenten vereidigt und bezieht sein Gehalt vom Bund.) Das Amt der Landesregierung hat unter dem Landeshauptmann als Behördenleiter alle Bundesgesetze, die nicht (wie etwa durch Finanzämter, Gerichte, Staatsanwaltschaften, Landespolizeidirektionen) vom Bund direkt exekutiert werden, in der Praxis im Land umzusetzen. Der Landeshauptmann kann sich dabei in Fachbereichen von Landesräten vertreten lassen, bleibt aber der Bundesregierung gegenüber verantwortlich. Direkter Untergebener des Landeshauptmanns ist der Landesamtsdirektor.